# Brian Bennett

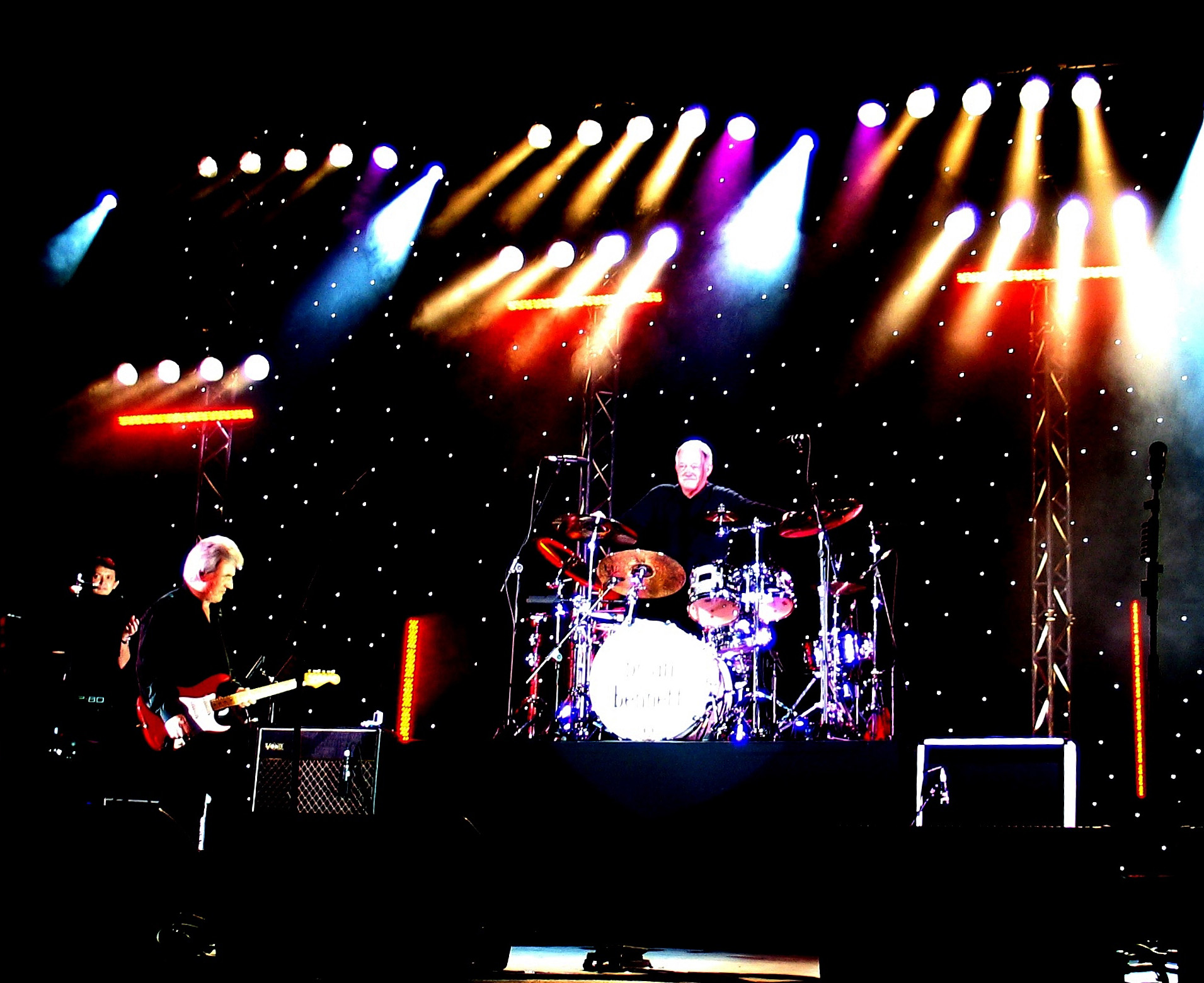
Brian Bennett, Bruce Welch en uiterst links Warren Bennett tijdens een concert in Vorst-Nationaal (Brussel) in 2005

Brian Bennett (Londen, 9 februari 1940) verving Tony Meehan als drummer bij The Shadows in oktober 1961, en maakte deel uit van hun bezetting tot hun tournee in 1990. In 1994 toerde hij met Hank B. Marvin en hun zonen Warren en Ben. Hij is in Engeland ook bekend als componist.
In de periode vóór The Shadows begeleidde hij Eddie Cochran en Gene Vincent. In 1969 was hij studiomuzikant bij opnames voor Ella Fitzgerald.
In de nummers "Little B" en "Big B"  van The Shadows is er voor hem een hoofdrol weggelegd.